# Sénéchaussée de Baugé
La sénéchaussée de Baugé est une juridiction territoriale créée dans la seconde moitié du XVIesiècle, dans la province d'Anjou avec la cité de Baugé comme chef-lieu et siège du sénéchal.
En 1551, Angers devient le Siège royal de la sénéchaussée principale de l'Anjou et présidial de la juridiction d’Angers de 1551 à 1790. La juridiction de la sénéchaussée d'Angers s'étend sur toute la partie occidentale de l'Anjou depuis les Mauges au Sud jusqu'au pays de Craon au Nord, au pays Fléchois au Nord-Est, à Château-la-Vallière et Bourgueil à l'Est. La province d'Anjou est divisée en sénéchaussées secondaires. Parmi celles-ci, la sénéchaussée secondaire de Baugé.

Localisation de la sénéchaussée de Baugé en Anjou.

## Géographie
La sénéchaussée de Baugé s’étend sur l'ensemble du pays Baugeois (Beaufort-en-Vallée, Durtal, Noyant, Seiches-sur-le-Loir, Vernantes, Villevêque, etc). Les limites de sa juridiction couvre un vaste territoire allant jusqu'aux limites orientales de l'Anjou historique, en étendant son autorité sur les cités angevines de Château-la-Vallière et du Lude.
Baugé était le chef-lieu d'une des six terres d'élections de la province d'Anjou.
Baugé présidait un des seize tribunaux spéciaux ou « greniers à sel » de l'Anjou. Sous l'Ancien Régime, les fonds judiciaires de l’Anjou faisaient partie des pays de grande gabelle.

## Histoire

### Révolution française
Lors de la Révolution française, la sénéchaussée de Baugé, comme toutes les subdivisions administratives de l'Ancien Régime, fut démantelée. 
La généralité de Tours d'après le Règlement général du 24 janvier 1789 (États généraux) fut organisé avec un certain nombre de modification qui laissaient présager le démantèlement des anciennes provinces royales.
En effet, Le 11 novembre 1789, l'Assemblée Constituante brusque les choses en ordonnant aux députés des anciennes provinces de se concerter, afin de mettre en place un réseau de nouveaux départements d'environ 324 lieues carrées, soit 6 561 km² actuels.
Des réunions se tiennent aussitôt dans l'hôtel du duc de Choiseul-Praslin, député de la noblesse de la Sénéchaussée d'Angers. Une trentaine de députés (des trois provinces) présents envisagent de rétrocéder des territoires au Poitou et de subdiviser le domaine restant en quatre départements, autour des capitales traditionnelles, Tours, Angers et le Mans, et autour de la ville de Laval, qui récupérerait des terres du Maine et de l'Anjou.
Le 12 novembre 1789, 25 députés (des trois provinces) approuvent ce partage, mais les deux représentants de Saumur, de Ferrières et Cigongne, se dissocient de cette décision. Ils les accusent de vouloir d'abandonner à la Touraine des paroisses angevines (autour de Château-la-Vallière et de Bourgueil). Le mécontentement grandit. Les populations manifestent leur attachement à l'Anjou. Malgré cette opposition populaire, les limites départementales sont fixées et les nouveaux départementx sont constitués. L'Assemblée constituante entérine cette structure le 22 juin 1790 et le Roi le 25 juin 1790.
Le territoire de la sénéchaussée de Baugé fut réduit au seul pays baugeois. Une partie du territoire de son ancienne sénéchaussée fut attribuée aux nouveaux départements voisins de la Sarthe et d'Indre-et-Loire. Ainsi Le Lude fut rattaché à la Sarthe, et depuis cette époque, cette partie de l'Anjou ou Haut-Anjou, réunit à la Sarthe est surnommé le Maine angevin. Il en est de même pour Château-la-Vallière qui fut attribué au département d'Indre-et-Loire et qui depuis est surnommé la Touraine angevine.